# Washington Lake
Washington Lake, nicht zu verwechseln mit Lake Washington, ist ein mehr als 200 Hektar großer Süßwassersee auf der Insel Teraina (früher Washington Island), einem gehobenen Atoll der nördlichen Line Islands im pazifischen Inselstaat Kiribati. Er entstand aus der früheren Lagune des Atolls.
Washington Lake liegt in der östlichen Hälfte der Insel Teraina und erstreckt sich über 3,3 Kilometer in ost-westlicher Richtung und ist maximal 1200 Meter breit. Der See ist durchschnittlich 1,5 Meter tief und erreicht eine maximale Tiefe von 10 Metern. Direkt an das Westufer grenzt eines der beiden Torfmoore Terainas, das East Bog. Das West Bog liegt weiter westlich.
Der See wird lediglich durch die reichlichen tropischen Regenfälle von durchschnittlich 2970 Millimetern im Jahr gespeist. Während des El Niño kann sich die Niederschlagsmenge verdoppeln. Der Abfluss erfolgt über Bootskanäle. Ein Kanal nach Westen verbindet den See im Nordwesten über den East Bog und weiter zum West Bog zu einem zweiten Kanal Richtung Südwesten, über den bei Arabata ein regelbarer Abfluss zum Meer erfolgt. Die Kanäle wurden zu Beginn des 20. Jahrhunderts angelegt zur Entwässerung der Moore und zum Transport von Kopra.